# Israel Acrelius
Israel Acrelius, né le 4 décembre 1714 à Österåker (comté de Stockholm) et mort le 25 avril 1800 est un pasteur et missionnaire luthérien suédois.

## Biographie
Israel Acrelius est le fils de Johan and Sara Acrelius et le frère du chirurgien Olof af Acrel. Il étudie à l'université d'Uppsala puis est ordonné pasteur de l'Église de Suède en 1743. Il officie comme pasteur à Riala dans le comté de Stockholm à partir de 1745.
En 1749, il s'installe dans une congrégation luthérienne suédoise à Wilmington (colonie du Delaware) fondée à l'époque de la Nouvelle-Suède. La paroisse de la Sainte-Trinité (en) demeure une paroisse luthérienne suédoise avant d'être transférée à l'Église épiscopale protestante en 1791. Acrelius sert de pasteur et de prévôt dans les paroisses luthériennes suédoises des environs. En 1756, il officie à l'église Saint-Paul de Chester (en) en Pennsylvanie. Dans cette province, il apporte son aide aux luthériens allemands. Il réalise plusieurs collections botaniques, zoologiques et géologiques.
En raison de problèmes de santé, Acrelius retourne en Suède en 1756. Il reçoit une bonne pension de la part du roi et se voit confier la pastorale rémunérée à Fellingsbro dans la province du Västmanland durant toute l'année 1758. L'année suivante, en 1759, il publie une Histoire de la Nouvelle-Suède ; cet ouvrage est traduit en anglais par le pasteur américain William Morton Reynolds (en), qui apprend le suédois dans ce but précis et publie la traduction en 1874.

## Œuvres
- (se) Beskrifning om de Swenska församlingars forna och Närwarande tilständ, uti det så kallade Nya Swerige, sedan Nya Nederland, men nu för tiden Pensylvanien, Stockholm, Harberg et Hesselberg, 1759 Lire en ligne.
- (en) Israel Acrelius, A History of New Sweden; or, the Settlements on the Delaware River, traduit du suédois par William M. Reynolds, Philadelphie, in: Memoirs of the Historical Society of Pennsylvania, vol. 11, 1874